# Sicula gracilior
Sicula gracilior är en insektsart som beskrevs av Kenneth Hedley Lewis Key 1976. Sicula gracilior ingår i släktet Sicula och familjen Morabidae. Inga underarter finns listade i Catalogue of Life.